# Vlajka Tokelau

Tokelauská vlajka
Poměr stran: 1:2

Vlajka Tokelau, kolonie Nového Zélandu, je modrý list o poměru stran 1:2, se žlutou, stylizovanou, polynéskou kánoí. Na vlajce jsou v žerďové části čtyři bílé hvězdy uspořádané do tvaru souhvězdí Jižního kříže. Hvězdy symbolizují tři hlavní ostrovy (Atafu, Nukunonu a Fakaofo) a také Swains Island, spravovaný USA ale hlásící se k Tokelau.
Na tomto nesamosprávném zámořském území Nového Zélandu, se oficiálně užívala novozélandská vlajka až do května 2008, kdy přijal místní parlament návrh jiné vlajky a státního znaku. 
Referendum o osamostatnění v roce 2006 neuspělo (bylo podporované, ale ne s dostatečnou většinou), a další, které proběhlo v říjnu 2007, také neuspělo.

## Návrhy vlajek

### Návrh z roku 2007
V červnu 2007 místní parlament (General Fono) rozhodoval o budoucí vlajce, hymně a státním znaku. Navrhovaná vlajka znázorňovala stylizovanou polynéskou kánoi a čtyři hvězdy. Hvězdy symbolizují tři hlavní ostrovy a také Swains Island, spravovaný USA ale hlásící se k Tokelau. Jelikož požadované nadpoloviční většiny nebylo v roce 2007 v referendu o osamostatnění dosaženo, vlajka nebyla oficiálně přijata.

### Konečný návrh z roku 2008
V květnu 2008 parlament přijal finální podobu státních symbolů Tokelau. Design schválené vlajky je založen na návrhu z roku 2007 s malými změnami v rozmístění hvězd. Hvězdy jsou uspořádány do tvaru souhvězdí Jižního kříže, který representuje geografickou polohu ostrova. V tuto dobu byl také přijat státní znak.

## Galerie

Vlajka Spojeného království na Tokelau (1889–1937) Poměr stran: 1:2
Vlajka Gilbertových ostrovů (1937–1949) Poměr stran: 1:2
Novozélandská vlajka na Tokelau (1949–2008) Poměr stran: 1:2
Návrh tokelauské vlajky (1980?) Poměr stran: 1:2